# Bodhi Elfman
Pour les articles homonymes, voir Elfman.
Bodhi Elfman, de son vrai nom Bodhi Pine Saboff, né le 19 juillet 1969 à Los Angeles, en Californie, aux (États-Unis), est un acteur américain.

## Biographie

### Jeunesse
Bodhi Pine Saboff est né le 19 juillet 1969 à Los Angeles, en Californie, aux (États-Unis).

### Famille
Il est le fils de Richard Elfman et Laure Elfman et le frère de Louis Elfman et le neveu du compositeur de musiques de films, Danny Elfman.

### Vie privée
En février 1995, il épouse l'actrice américaine Jennifer Mary Butala, plus connue sous le nom de Jenna Elfman (sa compagne depuis février 1991). Ils ont deux fils nommés Story Elias, né le 23 juillet 2007, et Easton Quinn Monroe, né le 2 mars 2010.

## Filmographie

### Cinéma
- 1992 : Les Experts : le gardien de nuit
- 1993 : Stepmonster (en) : le caissier
- 1994 : Shrunken Heads : Booger Martin
- 1994 : Freddy sort de la nuit : le responsable du studio TV
- 1996 : Les Nouvelles Aventures de la famille Brady : le client du café
- 1997 : The Others réalisé par Travis Fine : Douglas Zelov
- 1998 : Sacré Slappy : Tag
- 1998 : Code Mercury : Leo Pedranski
- 1998 : Girl (en) : Derek
- 1998 : Godzilla : Freddie
- 1998 : Armageddon : le matheux
- 1998 : Ennemi d'État : Van
- 1999 : Mod Squad : Gilbert
- 2000 : Au nom d'Anna : Howard le Casanova
- 2000 : 60 secondes chrono : Fuzzy Frizzel
- 2000 : Presque célèbre : le responsable d'Alice
- 2000 : Sand : Max
- 2001 : Amours sous thérapie : Charley
- 2002 : Hip, Edgy, Sexy, Cool
- 2004 : Collatéral : le jeune professionnel
- 2004 : Le Singe funky : Drummond
- 2006 : Love Hollywood Style : James
- 2006 : Love Comes to the Executioner : Krist Skolnik
- 2015 : Medicine Men : le boulanger

### Télévision
- 1991 : Corky, un adolescent pas comme les autres : Mark (2 épisodes)
- 1993 : Melrose Place : le messager (1 épisode)
- 1993 : Les Sœurs Reed : le chauffeur de bus (1 épisode)
- 1994 : Mariés, deux enfants : le clerc (1 épisode)
- 1994 : Notre belle famille : Garry (3 épisodes)
- 1996 : Ellen : le surfeur (1 épisode)
- 1996 : The Faculty (1 épisode)
- 1996-1997 : 3e planète après le soleil : le clerc (2 épisodes)
- 1998 : Sliders : Les Mondes parallèles : Trevor Blue (1 épisode)
- 1998-2001 : Dharma et Greg : Terry, Ted et un survivant (3 épisodes)
- 1998 : La Vie à cinq (1 épisode)
- 1999 : Pirates of Silicon Valley : John Gilmore
- 2000 : Les Associées : Toby Anders (1 épisode)
- 2000 : Les Dessous de Veronica : Neil (2 épisodes)
- 2000-2001 : Freedom : Londo Pearl (11 épisodes)
- 2001 : Providence : le gars suspicieux (1 épisode)
- 2003 : Urgences : Nicky (1 épisode)
- 2003 : FBI : Portés disparus : Chris Roland (1 épisode)
- 2003 : Dragnet : Kevin O'Malley (1 épisode)
- 2003 : Las Vegas : Steven (1 épisode)
- 2003 : Karen Sisco : Fred (1 épisode)
- 2003 : Coyote Waits : Odell Redd (1 épisode)
- 2004 : Charmed : Kyle Donie (1 épisode)
- 2005 : Un destin si fragile : Lou
- 2009 : Misadventures in Matchmaking : Andy (5 épisodes)
- 2009 : Mentalist : Rick Tiegler (1 épisode)
- 2010 : Les Experts : Rylan Gauss (1 épisode)
- 2011 Prime Suspect : Paul Robie (1 épisode)
- 2012-2013 : Touch : Avram Hadar (10 épisodes)
- 2015-2016 : Esprits Criminels : Peter Lewis (2 épisodes)